# ماهیچه لاله‌گوشی بالایی
ماهیچه لاله‌گوشی بالایی (انگلیسی: Superior auricular muscle) بزرگ‌ترین ماهیچه از سه ماهیچه گوش بیرونی است. این ماهیچه نیز نازک است و شکل بادبزنی دارد و کار آن این است که لاله گوش را بالا می‌کشد.
خاستگاه آن زردپی پهن روی کاسه سر (galea aponeurotica)، پیوندگاه آن غضروف گوش و عصب‌گیری‌اش از عصب چهره‌ای (فاسیال) است.

## نگارخانه

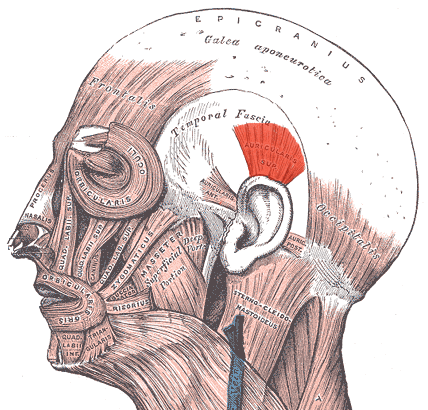
Auricula in context. Superior auricular shown in red.